# Grigori Gukovski
Grigori Alexandròvitx Gukovski (en rus Григо́рий Алекса́ндрович Гуко́вский, pronunciat "ɡʊˈkofskʲɪj". 1 de maig del 1902, Sant Petersburg – 2 d'abril del 1950, Moscou) va ser un formalista rus i historiador de la literatura. La seva feina a la Casa Pushkin va portar a la redescoberta de la literatura russa del segle xviii.
Es va graduar per la Universitat Estatal de Sant Petersburg el 1923, on va obtenir la càtedra en literatura russa. Gukovsky era considerat la major autoritat en literatura russa del segle xviii. Després de passar un hivern al Setge de Leningrad, es va dedicar a fer conferències a la Universitat de Saratov fins al 1948. Quan va tornar a Leningrad, Guskovsky va ser detingut acusat de ser un "cosmopolita sense arrels". Va morir d'un atac de cor a la presó de Lefortovo.
La muller de Gukovski, Natalia Rykova (1898-1928), fou amiga propera d'Anna Akhmàtova. Natalia va morir donant a llum, i la seva filla, Natalia Dolinina (1928-1879), va escriure llibres per a nens. Entre els deixebles de Gukovsky hi trobem Yuri Lotman.